# Campagna Romana

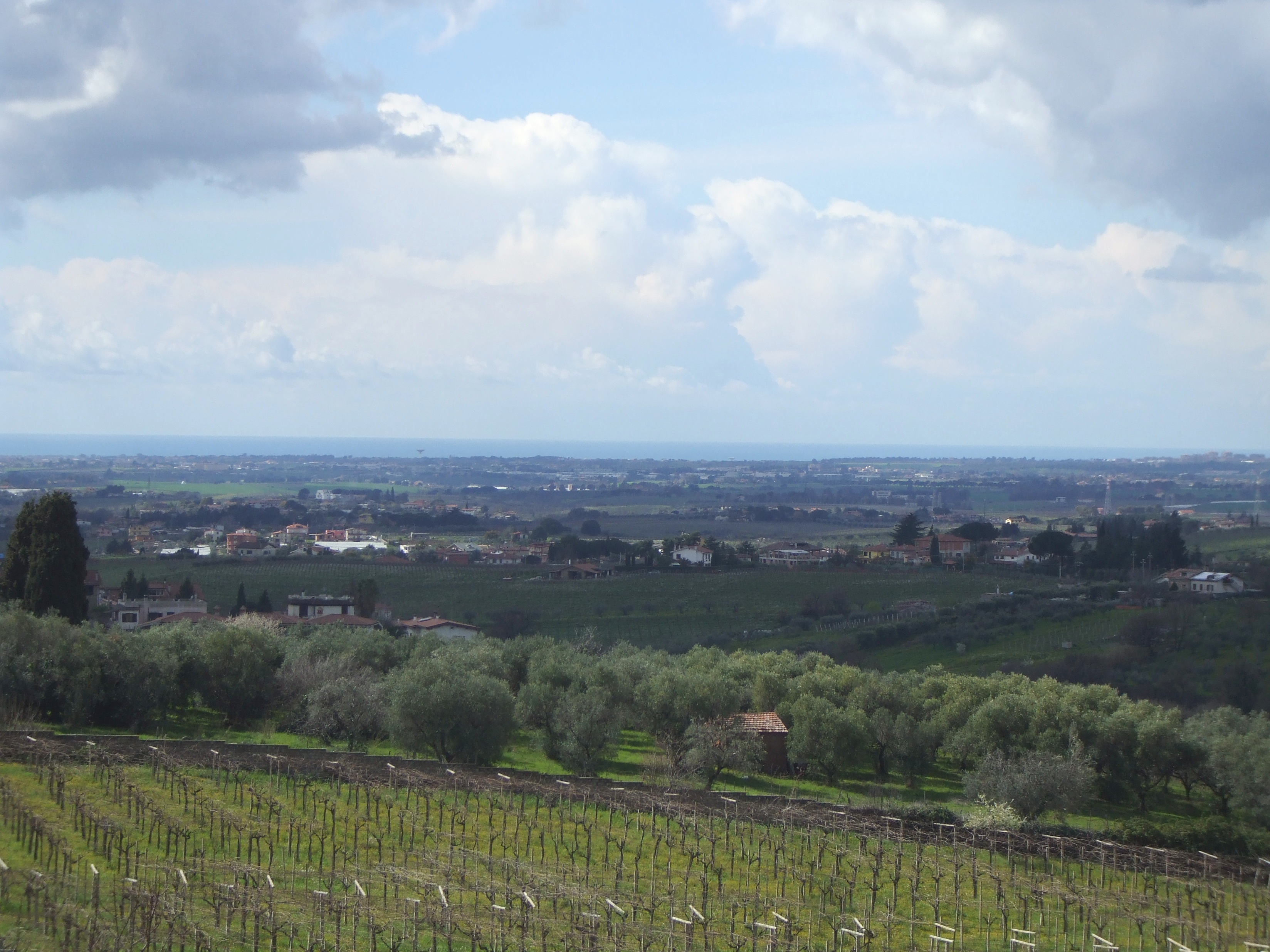
Krajina v Campagni

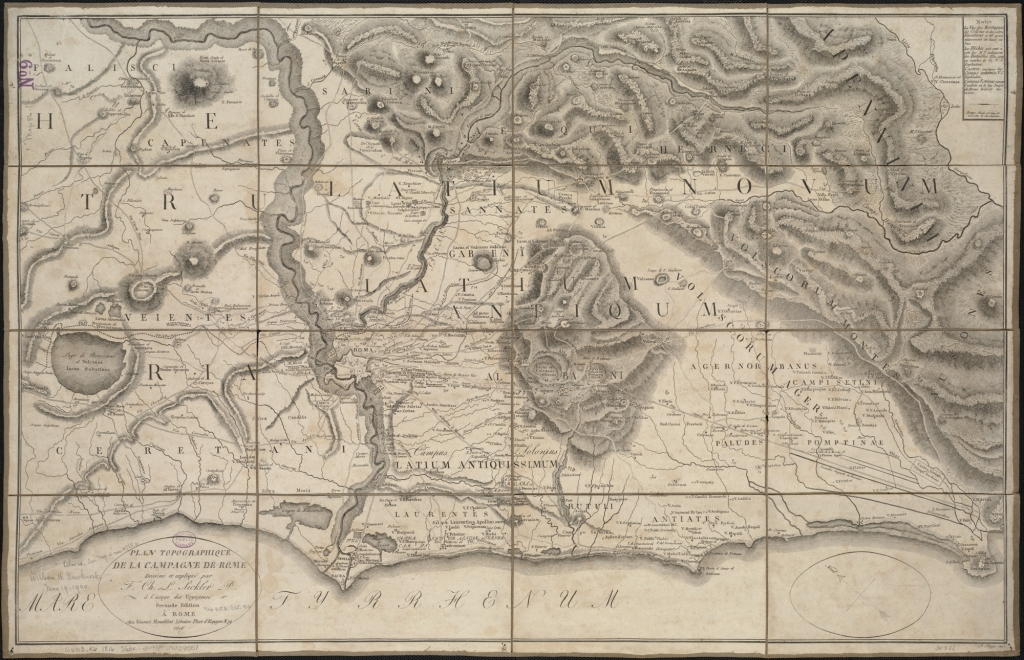
Mapa oblasti z roku 1816

Campagna Romana je historický a přírodní region v italském kraji Lazio okolo města Říma o rozloze zhruba 2100 km². Název pochází z latinského campus (pole) a Roma (Řím). Nížinou na pobřeží Tyrhénského moře protékají řeky Tibera a Aniene, od zbytku Itálie oblast oddělují pásma vyhaslých sopek Albanské vrchy, Monti Sabatini a Monti della Tolfa, nejvyšší hora Monte Pellecchia má 1369 metrů nad mořem. Na severu Campagna Romana sousedí s Maremmou. Kromě Říma jsou významnými sídly Tivoli, Castel Gandolfo, Ostia, Frascati a Faleria.
Oblast byla centrem starověkého Říma, od středověku náležela Papežskému státu. Husté osídlení vedlo k odlesňování a Campagna se v období po stěhování národů proměnila v neúrodné bažiny, které se kvůli nebezpečí malárie téměř vylidnily. Teprve v 17. století byly zavedeny daňové úlevy, které motivovaly Římany ke stěhování na venkov. V období kavalírských cest do Říma se stala Campagna populární mezi urozenými a vzdělanými návštěvníky, jako byl Johann Wolfgang Goethe, zdejší divoká krajina, v níž se střídaly pastviny a drobná políčka s antickými ruinami, přitahovala mnohé malíře: Johann Heinrich Wilhelm Tischbein, Edward Lear, Massimo d'Azeglio, Carl Spitzweg, Claude Lorrain nebo příslušníci skupiny XXV della campagna romana. Dvacáté století přineslo vysušení bažin, intenzivní zemědělské využívání oblasti i rozrůstání velkoměstské zástavby, která pohltila velkou část Campagni, už jen na jihovýchodě podél antické silnice Via Appia se zachovala původní krajina.